# Gante-Wevelgem 2006
La Gante-Wevelgem 2006 fue la 68.ª edición de la carrera ciclista Gante-Wevelgem y se disputó el 5 de abril de 2006 sobre una distancia de 210 km. Esta era la sexta carrera del UCI ProTour 2006.
El vencedor final de la carrera fue el noruego Thor Hushovd (Crédit Agricole), que se impuso al esprint al alemán David Kopp (Team Gerolsteiner) y al italiano Alessandro Petacchi (Team Milram), segundo y tercero respectivamente

## Clasificación final
| Posición | Ciclista            | Equipo                | Tiempo     |
| -------- | ------------------- | --------------------- | ---------- |
| 1        | Thor Hushovd        | Crédit Agricole       | 4h 53' 15" |
| 2        | David Kopp          | Team Gerolsteiner     | m. t.      |
| 3        | Alessandro Petacchi | Team Milram           | m. t.      |
| 4        | Filippo Pozzato     | Quick Step-Innergetic | m. t.      |
| 5        | George Hincapie     | Discovery Channel     | m. t.      |
| 6        | Fabian Cancellara   | Team CSC              | m. t.      |
| 7        | Bernhard Eisel      | Française des Jeux    | m. t.      |
| 8        | Erki Pütsep         | AG2R Prévoyance       | m. t.      |
| 9        | Allan Davis         | Liberty Seguros-Würth | m. t.      |
| 10       | Kurt Asle Arvesen   | Team CSC              | m. t.      |